# Агент доставки повідомлень
Mail delivery agent або message delivery agent (MDA, Агент доставки електронної пошти) — серверна програма, що отримує вхідні електронні листи і доставляє їх на електронну скриньку одержувача (якщо адреса призначення міститься на тому ж комп'ютері) або перенаправляти їх на інший поштовий сервер (якщо адреса призначення розташована на іншому комп'ютері).
MDA не завжди є також MTA (Mail Transfer Agent), хоча різні поштові сервера поєднують в собі обидві функції — передачі та доставки.
Mail delivery agent зазвичай не запускається з командного рядка, а викликається за ініціативи підсистеми доставки листів, таких як mail transport agent або mail retrieval agent.

## Список MDA для Unix-подібних систем
- binmail, MDA частина Sendmail
- deliver
- fdm — коббінований агент пошуку і доставки пошти
- maildrop
- postdrop
- postfix-maildrop — mail delivery agent для використання з postfix mail transport agent
- procmail
- courier-maildrop
- dovecot — пакет поштового сервера, який включає mail delivery agent